# Janusz Danecki (duchowny)
Janusz Marian Danecki OFM Conv. (ur. 8 września 1951 w Sochaczewie, zm. 30 sierpnia 2024 w Campo Grande) – polski duchowny katolicki, biskup pomocniczy Campo Grande w latach 2015–2024.

## Życiorys

### Młodość i prezbiterat
W 1965 roku wstąpił do Niższego Seminarium Duchownego Braci Mniejszych Konwentualnych w Niepokalanowie, gdzie przebywał do 1970 r. Po nowicjacie studiował w Wyższym Seminarium Duchownym OO. Franciszkanów w Krakowie (w latach 1971-1977). Święcenia kapłańskie otrzymał 19 czerwca 1977. Następnie pracował w parafiach franciszkańskich w Niepokalanowie i Łodzi.
W 1985 roku wyjechał jako misjonarz do Brazylii. Pełnił funkcje m.in. wychowawcy postulantów, krajowego dyrektora Rycerstwa Niepokalanej, gwardiana kilku brazylijskich klasztorów oraz wikariusza prowincjalnego. Przed nominacją biskupią był proboszczem parafii Matki Bożej Fatimskiej w Juruá w prałaturze Tefé.

### Episkopat
25 lutego 2015 papież Franciszek mianował go biskupem pomocniczym archidiecezji Campo Grande, ze stolicą tytularną Regiae. Sakry udzielił mu 1 maja 2015 metropolita Campo Grande - arcybiskup Dimas Lara Barbosa.